# Bukówiec Górny
Bukówiec Górny – wieś w Polsce, położona w województwie wielkopolskim, w powiecie leszczyńskim, w gminie Włoszakowice, w południowo-zachodniej Wielkopolsce z doskonale zachowanym, wciąż żywym folklorem.
W latach 1954–1959 wieś należała i była siedzibą władz gromady Bukowiec Górny. W latach 1975–1998 wieś administracyjnie należała do województwa leszczyńskiego.

## Integralne części wsi
| SIMC    | Nazwa         | Rodzaj    |
| ------- | ------------- | --------- |
| 0377644 | Janówko       | część wsi |
| 1007300 | Mały Koniec   | część wsi |
| 1007317 | Wielki Koniec | część wsi |

## Historia
Miejscowość pierwotnie związana była z Wielkopolską. Ma metrykę średniowieczną i istnieje co najmniej od początku XIII wieku. Wymieniona pierwszy raz w łacińskim dokumencie z 1210 jako Bucoviz, 1401 Bucckowicze, 1409 Bukowyecz, Bukownica, 1439 Bucowecz Maius, 1530 Bukovyecz Maius.
Wieś Bukowiec Górny powstała z połączenia dwóch wsi: Bukowca Wielkiego oraz Bukowca Małego. Początkowo były one własnością książęcą, później klasztorną, a następnie szlachecką należącą do lokalnej szlachty wielkopolskiej z rodu Gryżyńskich. W 1417 leżała w powiecie kościańskim Korony Królestwa Polskiego. Od 1404 miejscowość była siedzibą własnej parafii, a w 1510 leżała dekanacie Wschowa.
W 1210 książę wielkopolski oraz kaliski Władysław Odonic nadał opatowi klasztoru cysterskiego w Pforta posiadłości koło Przemętu (łac. in provincia Promontensi), m.in. Bukowiec z Rozwarowem w celu założenia klasztoru cysterskiego. W 1344 król polski Kazimierz Wielki oświadczył w wystawionym dokumencie, że niedawno odzyskawszy zajęte przez wroga wsie o nazwie Bukowiec (dotyczy to prawdopodobnie Bukowca Wielkiego i Bukowca Małego) oraz Grotniki, zwraca je Wincentemu dziedzicowi z Granowa, który udowodnił, że należały one prawem dziedzicznym do jego przodków oraz do niego. Miejscowość organizacyjnie należała do opola wilkowskiego. W 1401 obie wsie Bukowiec Wielki oraz Mały miały zapłacić karę w wysokości 8 skudów sądowi oraz 8 skudów Synosze Wilkowskiej z powodu absencji na zebraniu opolnym (łac. „circa opole circa Wilkowo”).
Na przełomie XIV–XV wieku właścicielem wsi był Przybysław Gryżyński. W 1409 jako dziedzic Brenna oraz pan na Bukowcu i Włoszakowicach zapisał on plebanowi we Włoszakowicach m.in. dwie grzywny czynszu z Brenna. W 1444 Bukowiec Mały otrzymali bratankowie Przybysława Gryżyńskego, bracia rodzeni oraz niedzielni Andrzej i Wojsław Gryżyńscy. W 1445 Andrzej z Gryżyny zapisał swojej żonie Annie po 400 grzywien posagu oraz wiana na swej części dóbr w tym m.in. na jednej ze wsi Bukowiec. W 1450 Andrzej i Wojsław Gryżyńscy dokupili od braci niedzielnych Stanisława, Wawrzyńca i Andrzeja ze wsi Prochy, za 200 grzywien kolejną część Małego Bukowca. W 1478 Andrzej Gryżyński sprzedał swojemu bratu Janowi Gryżyńskiemu za 100 grzywien z zastrzeżeniem prawa odkupu część Małego Bukowca.
Wieś odnotowały historyczne rejestry podatkowe. W 1530 miał miejsce pobór podatków od 20 łanów oraz karczmy. W 1535 Bukowiec Mały zalegał z poborem z 5 opuszczonych kwart roli. W 1563 pobrano podatki od 35 łanów oraz od pręta roli oraz od dwóch karczm. W 1564 w Bukowcu było 19 łanów. W 1580 miał miejsce pobór podatków od 37 łanów, dwóch zagrodników, 6 komorników oraz od owczarza wypasającego 30 owiec.
Zachowane od końca XVI wieku księgi parafialne wskazują na wielowiekowe tradycje chłopskich rodów. W wyniku II rozbioru Rzeczypospolitej w 1793, miejscowość przeszła w posiadanie Prus i jak cała Wielkopolska znalazła się w zaborze pruskim.
Bukówiec Górny znany był z patriotyzmu. Przez cały okres zaboru pruskiego nie zdarzył się ani jeden przypadek osadnictwa niemieckiego, mieszkańcy wsi wzięli też liczny udział w powstaniu wielkopolskim.

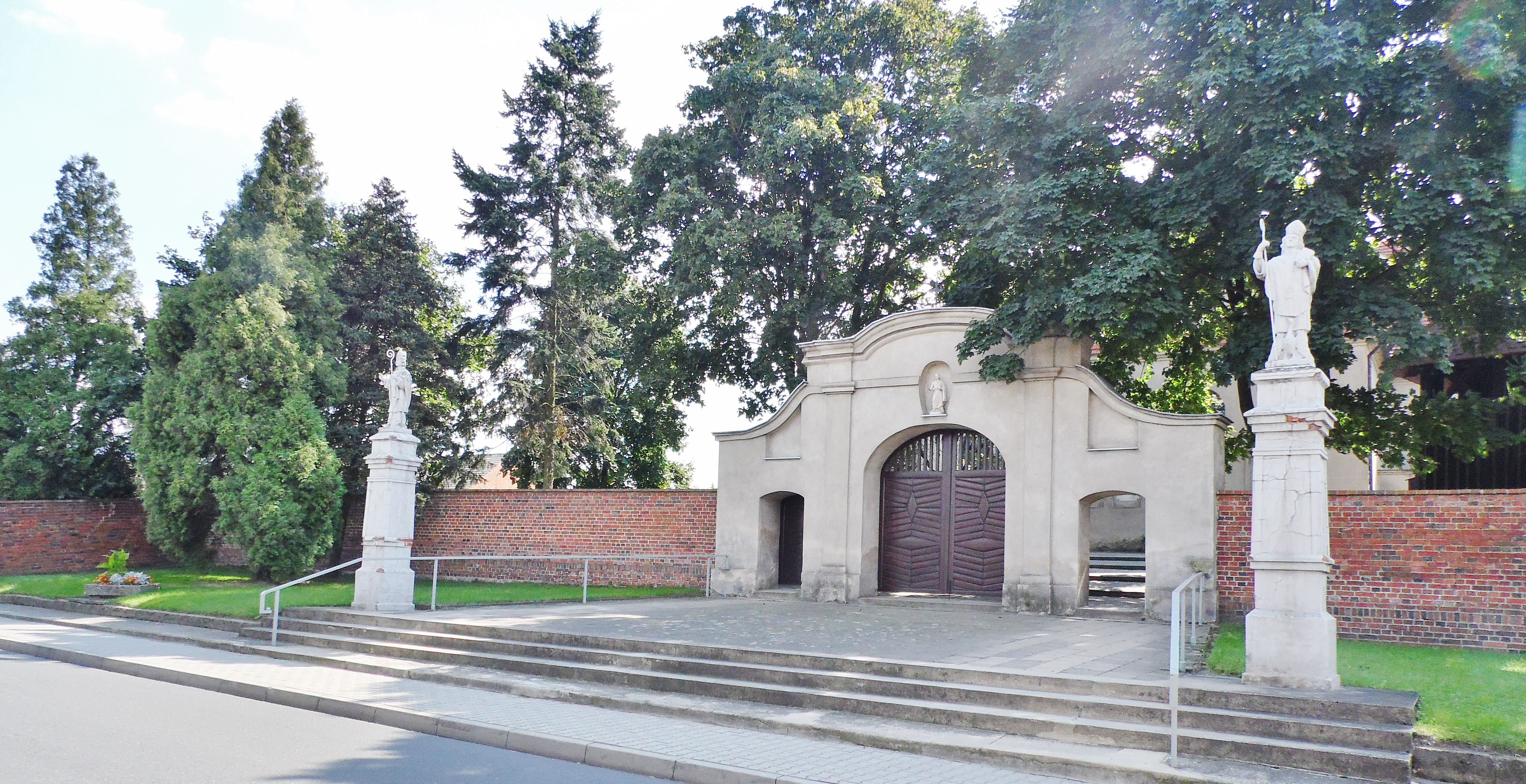
Brama parafialnego kościoła katolickiego w Bukówcu Górnym

## Organizacje społeczne i artystyczne
Pewna hermetyczność społeczności bukówieckiej w okresie zaboru miała duży wpływ na zachowanie się starych zwyczajów, obrzędów, strojów, tańca i śpiewu oraz tradycyjnego muzykowania na dudach i skrzypcach podwiązanych. W okresie międzywojennym w Bukówcu działało 14 organizacji społecznych i zespołów artystycznych. Obecnie działają tu: Zespół Regionalny, Kapela Dudziarska "Manugi", Zespół Śpiewaczy przy Klubie Złotej Jesieni, Zespół Śpiewaczy przy Kole Gospodyń Wiejskich, kabaret "Dziura" (propagujący gwarę wielkopolską) oraz zespoły szkolne: Szkolny Zespół Regionalny, Zespół Gimnastyki Akrobatycznej "Sokolik" i Zespół Muzyczno-Teatralny. Bukówieckie organizacje (Towarzystwo Gimnastyczne "Sokół", Ochotnicza Straż Pożarna, Kółko Rolnicze) oraz Urząd Gminy i GOK Włoszakowice przygotowują co roku liczne imprezy, najbardziej znane to: Ogólnopolski Bieg "Sokoła", Konkurs w Powożeniu Zaprzęgami im. J. Lipowego, Konkurs Kapel Dudziarskich im. Braci Ratajczaków, Międzywojewódzki Sejmik Teatrów Wiejskich, Dożynki Wiejskie, Jarmark Rolniczy połączony z Powiatową Wystawą Koni Hodowlanych.

## Gwara
Miejscowa Szkoła organizuje ponadto Konkurs "Mówimy Gwarą". W Bukówcu wciąż żywe są, rzadko gdzie indziej zachowane, zwyczaje i obrzędy: "chodzynie z nowym lotkiem", "lotanie z klekotami", "gwiozdory i gwiozdki". Tu wciąż można zjeść żytni chleb wypieczony w domowym chlebowym piecu i powidła smażone w "koprowych" kotłach. Będąc w Bukówcu warto zobaczyć Izbę Regionalną (chałupę z XIX wieku z autentycznym wyposażeniem) oraz pracownię ludowego rzeźbiarza Jerzego Sowijaka (autora m.in. licznych monumentalnych drewnianych rzeźb o tematyce obyczajowej i sakralnej).